# Morant and Pedro Cays Act
Der Morant and Pedro Cays Act ist eine frühe Gesetzgebung zur Einschränkung der Fischerei und zum Umweltschutz in Jamaika.
Der Morant and Pedro Cays Act wurde am 27. April 1907 beschlossen. Das Gesetz regelt den Zugang zu und die Nutzung der Ressourcen von den Mornat und Pedro Cays, insbesondere der Schildkröten und der Eier der Tölpelseeschwalben. Das Gesetz verbietet das Fischen an den Ufern und ermöglichte so die Regulierung der Nutzung der Meeresressourcen. Es verbietet auch das unbefugte Betreten ohne triftigen Grund.
Das Gesetz wurde mehrfach angepasst. Die letzte Änderung fand 1975 statt. Mit dieser Änderung wurden die harten Regeln gelockert, so dass eine Entnahme von Schildkröten, Schildkröteneiern, Vögeln und Vogeleiern nun möglich ist.

## Weblink
- Gesetzestext auf moa.gov.jm